# Força Nova (Itàlia)
Força Nova (en italià Forza Nuova, FN) és un partit polític nacionalista d'Itàlia.
Fundat per Roberto Fiore i Massimo Morsello i el suport a les idees de Julius Evola, el partit és un membre de l'Aliança per la Pau i la Llibertat i va ser una part d'Alternativa Social entre 2003 i 2006.
El partit està inspirat en les idees de Julius Evola, sent fortament criticat per certs sectors de la política italiana a causa de les seues posicions radicals i alguns actes de violència en què han participat alguns dels seus militants.
També va ser el protagonista de les campanyes polítiques obertament oposades a l'homosexualitat i la immigració, caracteritzant-se també pel seu rebuig a la maçoneria, el seu antiamericanisme, euroescepticisme, anticapitalisme, centralisme i el seu suport a la família tradicional i l'Església catòlica. El partit també proposa prohibir l'avortament i estimular el creixement de la població, per ser la falta de naixements un dels majors problema d'Itàlia, i respectar tant els Pactes del Laterà, signats el 1929 per Mussolini com el nou concordat de 1984 entre Itàlia i la Santa Seu pel govern de Craxi.

## Resultats electorals

### Parlament italià
| Any  | Líder         | Vots     | %          | Diputats | +/– | Vots     | %          | Senadors | +/- |
| ---- | ------------- | -------- | ---------- | -------- | --- | -------- | ---------- | -------- | --- |
| 2001 | Roberto Fiore | Dins LAM | Dins LAM   | 0 / 630  | Nou | Dins LAM | Dins LAM   | 0 / 315  | Nou |
| 2006 | Roberto Fiore | Dins AS  | Dins AS    | 0 / 630  | =   | Dins AS  | Dins AS    | 0 / 315  | =   |
| 2008 | Roberto Fiore | 108,837  | 0.30       | 0 / 630  | =   | 85,630   | 0.26       | 0 / 315  | =   |
| 2013 | Roberto Fiore | 89,811   | 0.26 (#16) | 0 / 630  | =   | 81,521   | 0.26 (#16) | 0 / 315  | =   |
| 2018 | Roberto Fiore | Dins IaI | Dins IaI   | 0 / 630  | =   | Dins IaI | Dins IaI   | 0 / 315  | =   |

### Parlament europeu
| Any  | Líder         | Vots                             | %                                | Escons | +/– |
| ---- | ------------- | -------------------------------- | -------------------------------- | ------ | --- |
| 1999 | Roberto Fiore | Dins la Lliga d'Acció Meridional | Dins la Lliga d'Acció Meridional | 0 / 87 | Nou |
| 2004 | Roberto Fiore | Dins Alternativa Social          | Dins Alternativa Social          | 0 / 78 | =   |
| 2009 | Roberto Fiore | 146,619                          | 0.47                             | 0 / 72 | =   |
| 2019 | Roberto Fiore | 41,077                           | 0.15                             | 0 / 73 | =   |